# 230-е годы
230-е (две́сти тридца́тые) го́ды по юлианскому календарю — промежуток времени с 1 января 230 года по 31 декабря 239 года, включающий 230 год 3-го десятилетия   и с 231 по 239 годы    4-го десятилетия III века 1-го тысячелетия.  Они закончились 1786 лет назад.

## Важнейшие события
- Начало 230-х годов — префект претория Юлий Павел.
- 230-е годы — опустошение готами окрестностей Ольвии. Взятие Танаиса.
- 230-е годы — упадок государства кушанов. Распад империи.
- 230-е годы — царь Когурё перенёс столицу в город Ваньду (на правом берегу Ялу). Когурёзцы завязали сношения с У. Когда прибыл посол Вэй, они решили не ссориться с ним и казнили посла У.